# Courgains
Courgains – miejscowość i gmina we Francji, w regionie Kraj Loary, w departamencie Sarthe.
Według danych na rok 2010 gminę zamieszkiwało 614 osób, a gęstość zaludnienia wynosiła 41 osób/km².